# Marie Affre
Marie Affre o Marie Barrère-Affre de nom de casada (Perpinyà, 31 de juliol del 1885 - Cotlliure, 23 de juliol del 1963) va ser una escriptora nord-catalana en llengua francesa, que es dedicà especialment a la literatura infantil i a llibres sobre el Marroc, país on visqué molts anys.

## Biografia
Descendent d'una família de tradició catòlica (el seu pare era renebot de l'arquebisbe de París Denys-Auguste Affre, mort tràgicament als avalots parisencs de juny del 1848), Marie Affre estudià al pensionat de Santa Maria de Perpinyà, i hi descobrí que tenia qualitats artístiques: pintava, tocava al piano i escrivia. Entrà en el món de les lletres publicant novel·letes i contes per a infants en revistes, com a La Semaine de Suzette, on debutà amb el relat Mémoires de Turqoise (número 38, 1909) i les Mémoirs d'une poupée Egyptienne (números 45 al 50, 1911-1912). A aquestes narracions en seguirien força altres, publicades en episodis, que més endavant es reimprimiren en forma de llibres.

De ben jove començà a conrear la poesia, i als Jocs Florals de Perpinyà del 1912 hi presentà dos sonets, Types Catalans i La Coiffe du Pays (anys a venir, el 1927, Maria Barrère-Affre formà part del Consistori dels Jocs florals del Rosselló que convocava la Ginesta d'Or). Dos altres poemes seus guanyaren distincions als concursos literaris de la "Société archeologique scientifique et littéraire" de Besiers dels anys 1911 i 1912 (L'envol suprême i A la lumière), i també participà en els Jocs Florals de Tolosa: el 1910 obtingué de premi el clavell pel poema Après l'Arène; als del 1911 rebé la prímula per Types catalanes; als del 1912 guanyà l'englantina per Derniers types catalans; als del 1913, li concediren els premis de quatre flors: l'englantina de plata per Le Pourrou, un accèssit a l'englantina per Idylle catalane, la violeta de plata pel poema La Madone i un accèssit a la violeta per La Sève; finalment, als Jocs del 1914 guanyà la calèndula per l'oda Les routes, un accèssit a la violeta per L'oublieuse i fou proclamada "Maître ès Jeux Floraux" 
| «                                  | Couronnée pour l'ode, le poème, l'épitre, l'idylle et le sonnet, elle méritait depuis longtemps d'être mise "Hors Concours"...l'Académie a été heureuse de ratifier cette promesse en décernant à Mme Barrère, née Marie Affre, des lettres de maîtrise. | » |
| — Actes dels Jocs Florals del 1914 | |   |

El 1914 es casà amb Raoul Barrère (procedent d'una antiga família de pagesos de Bages de Rosselló), i el matrimoni s'instal·là a Casablanca, aleshores, al protectorat francès del Marroc. En esclatar la guerra, el seu marit va ser mobilitzat, i ella fou autoritzada a seguir els desplaçaments de la seva unitat arreu del Marroc, per Ber-Rechid (1917), Kasba Tedla, Oum er Rebia, Meknès… Aprofità aquests desplaçaments per prendre notes de viatge que compendiaria en novel·les i llibres de viatges sobre el país magribí. Els Barrère tornaren a França el 1920, i durant uns anys visqueren al Llenguadoc, primer a Padèrn (Aude) (1921) i després a la Beluyère (comuna de Castres (Tarn) (1922, 1927). Altra volta al Marroc, el matrimoni, amb els seus dos fills (Edmond -Casablanca, 1915 - ?- i Maryvonne -Castres, 1922 - Sureda (Rosselló), 2015-; el 1941 naixeria a Casablanca un tercer fill, Jacques), s'establí de primer a Settat (1928), on participà activament en la catequesi dels infants marroquins. Posteriorment, visqueren devora Marraqueix (1932, 1934), a Tamelelt (1935, 1942) i a Mogador (1939, 1942). El 1931, l'escriptora havia estat admesa a la "Société de Gens de Lettres", el sindicat dels escriptors.
Affre enviudà el 1955 i, en independitzar-se el Marroc l'any 1957, tornà definitivament a França. Parà casa a Saint-Ciers-d'Abzac (Gironda) inicialment, però acabà per instal·lar-se a Cotlliure (Rosselló) el 1959, després d'haver viscut durant uns mesos del 1958 a Toès i Entrevalls, al Conflent. Malgrat el gran nombre de llibres que havia escrit, i que havien estat reimpresos en tiratges de molts milers d'exemplars, sembla que els darrers anys de la seva existència foren força modestos, econòmicament.

### Creació literària
La seva producció literària fou ben extensa, i se li atribueixen uns 110 volums, gairebé dos terços dels quals publicats a una mateixa editorial, "Bonne Presse". Com a gèneres literaris, va escriure poesia, literatura juvenil, contes, reculls de llegendes, novel·les per episodis, novel·letes en revistes (Le Magnat, Le vitrail et les monstres, La falaise qui etait si haute, Ou vas tu Francie entre moltes altres), obres teatrals... Terres farouches va donar lloc a una pel·lícula amb el mateix títol que fou dirigida pel sacerdot eudista Joseph Danion i produïda per la mateixa editorial. En la temàtica, moltes de les seves obres reflectien aventures en països o temps exòtics i remots, amarades del rerefons catòlic de l'autora; una part de les seves experiències marroquines foren descrites al llibre La Kasba parmi les tentes, publicat el 1920.
Publicà en revistes: al Marroc (signà un article setmanal a la secció Instantanés de la revista L'Atlas de Marrakech, i entre 1920 i 1940 també publicà a France-Maroc, Le Petit Marocain, Le Maroc catholique i La vérité marocaine), a Algèria (Errihala, 1934), al Canadà (Le bulletin des agriculteurs 1928-1936, Mon magazine 1930, Revue de Manon 1930, L'avenir du Nord 1935, La revue moderne 1935), a Bèlgica (a la Revue belgue i a la revista flamenca De Haardvriend 1947) i especialment a França (La Semaine de Suzette i Les Veillées des Chaumières -ambdues de l'editorial Gautier Languereau, que posteriorment en publicaria les narracions en forma de llibres independents-; La Croix -on publicà en episodis Le voile arraché el 1943, i el 1930, amb el pseudònim Gineste de Cosprons hi havia tret La douce conquête-, L'Étoile noëliste -el 1940 hi publicà La petite fille des Colombes-, Almanach des vacances pour les jeunes, Bernadette, Le Maison, Le Pèlerin, La Croix des Jeunes -La Maumariée, 1934- i Le Noël -de l'editorial Bonne Presse, que també publicaria els seus textos en forma de llibres-; Les Jeunes. Fédération Gymnastyque et Sportive des patronages de France, Les lettres i a altres revistes catòliques o juvenils). Diverses obres seves foren traduïdes: a l'esperanto, l'espanyol, l'italià, el croata, el turc... editades tant a Europa com a Sud-amèrica. De soltera signava amb el seu nom, Marie Affre, o bé com a Violette des Pyrénées, i en canviar d'estat civil ho feu amb el nom de casada, Marie Barrère-Affre, i també amb diversos pseudònims, el més fructífer dels quals fou Myriam Catalany, que emprà en col·leccions il·lustrades com als Romans Cinématiques de Bonne Presse o a la Bibliothèque de Suzette de Gautier Languereau. També utilitzà l'àlies Flâneuse a la revista L'Atlas, de Marraqueix, i pels fulletons que publicà a Pélerin i a La Croix emprà els de Gineste de Cosprons i Marie Régis Falandry (nom de la seva àvia materna). Rebé el títol d'"officier d'académie", fou distingida amb una medalla daurada pel consistori dels Jocs Florals de Tolosa i obtingué diverses flors i el mestratge dels Jocs Florals de Tolosa. Guanyà força altres premis, com el Gessamí de plata (Agen, 1923) pel poema Le joueur de flûte, el Prix des Amis de la Revue des Poètes 1932, el Prix littéraire du Maroc 1941, l'any 1948, "per les seves novel·les marroquines" rebé el Prix maréchal Louis-Hubert Lyautey de l'Académie des Sciences d'Outre-Mer, el Prix des Éditions Ringer 1950 i dos premis de l'Acadèmia Francesa, els anys 1921 i el 1939.

## Obres
(selecció)
- Au creuset de la haine.  París: J. Dupuis fils, 1938.
- Au service du Roi.  Toulouse: Éds. du Clocher, 1949. Publicat el 1937 a Le Sanctuaire-Bayard, l'hebdomadaire illustré des enfants de chœur amb el pseudònim Myriam Catalany
- L'aviateur de l'Atlas.  Toulouse: Éds. du Clocher, 1949.
- Bacille B... 1812.  Toulouse: Éds. du Clocher, 1948.
- Les compagnons du néant.  Toulouse: Éds. du Clocher, 1948.
- Contes de Noël.  Bruxelles: Marette, 1923.
- D'un cœur inapaisé.  París: Éd. du Petit Écho de la mode, ca 1930.
- Les deux Noël de Mériem.  Bruxelles: Marette, 1930.
- «La fille du Pharisien». Pélerin, 1937. «[Traduit 1]»
- Filleule de reine.  Tours: A. Mame et fils, 1924. «Publicat el 1913 a la Semaine de Suzette»
- Myriam Catalany. Le fils de l'aviateur.  París: Éd. du Petit Écho de la mode, 1938. (Reedició Toulouse: Éds. du Clocher, 1949)
- La gamme de "Do".  París: Éd. du Petit Écho de la mode, 1938.
- L'herbe folle.  Marcinelle-Charleroi: J.Dupuis, 1937.[Enllaç no actiu]
- Lyautey, le Grand Africain.  Toulouse: Éds. du Clocher, 1943.
- Madame M.B.A.. Le Moucharabieh, extraits du journal d'une musulmane.  Saint-Raphaël: Eds. des Tablettes, 1919 [Consulta: 20 abril 2016]. Arxivat 2016-06-05 a Wayback Machine.
- La musique du cœur.  París: Éd. du Petit Écho de la mode, 1939. (Publicat anteriorment com Les parvis du silence)
- Myriam Catalany. Le Palais hanté de Gilpoore.  Toulouse: Éds. du Clocher, 1950.
- Poussières dans le Chergui.  Grenoble: Arthaud, 1946. (2a edició Rabat : La Croisée des Chemins, 1994)
- Prisonniers des steppes.  París: Éd. du Petit Écho de la mode, 1930.
- La Randonnée tragique.  Toulouse: Éds. du Clocher, 1949.
- Le roman de l'aïeule.  París: J.Tallandier, 1940.
- La sérénade à l'hirondelle.  Marcinelle-Charleroi: J.Dupuis, 1941.[Enllaç no actiu]
- Timmimit Ksourienne.  Casablanca: P. Bory, 1944. Escrit el 1938, prix littéraire du Maroc 1941 (Edicions: 1944, 1946)
- Un atôme dansa....  Marcinelle: J. Dupuis, 1942.[Enllaç no actiu]
- Le village de Toub.  Casablanca: Les Éditions du Moghreb, 1938. Prix Louis-Paul Miller 1939[14]
- Zouina la petite sultane. Récits marocains.  Tours: A. Mame et fils, 1954.

### Editorial Bonne Presse
L'editorial catòlica Bonne Presse fou la principal editora d'obres de Maries Affre. Des de la seva seu parisenca tragué obres seves en algunes de les diveres revistes del grup (Le Noêl, Bernadette, Le Pèlerin...) que -en general- després reimprimí una i més vegades en col·leccions pròpies, com "L'arc en ciel", "Bijou", "Étoiles", "La frégate", "Romans cinématiques" i "Le ruban bleu". Hom ha constatat que només a la revista Le Pèlerin, de Bonne Presse, hi aparegueren 48 novel·les de Marie Affre entre el 1927 i el 1976 (6 post-mortem), de les quals només 17 (Celle qui a fui, Fleur de poison, La plongée...) foren editades en forma de llibres independents. Moltes de les edicions d'abans de la guerra foren reimpreses en els anys 40 i 50 però, per un canvi en la política editorial, a finals dels anys 50 l'empresa renovà enterament el quadre d'autors i Marie Affre deixà de publicar-hi absolutament. L'any 1969 l'editorial canvià de nom, i en l'actualitat forma part del Groupe Bayard, un potent imperi mediàtic propietat de l'orde dels assumpcionistes.
- Obres publicades amb el nom Marie Affre:  L'heure de grâce, (1912). «[Traduit 2]» Aparegué en capítols solts a la revista Messager de l'Archiconfrerie de Nôtre-Dame du Sacre-Cœur el 1914[16];  La révolte du Bronze, (1912). «[Traduit 3]»;  Sous les palmes de Bénarès, (1912). «[Traduit 4]»
- Amb el nom Marie Barrère-Affre:  Ainsi passa la tempête, (1950).;  Le balcon sur le désert, (1930).;  Béryllathis, (1924). «[Traduit 5]»;  La branche de roses, (1928).;  La brune Sibylle, (1934).;  Campanule, (1930).;  Celle qui a fui, (1935).;  La chaîne brisée, (1935).;  Les Charmillault, (1928).;  Clari. Les résurrections, (1926). «[Traduit 6]»;  La couronne de paille, (1938).;  Le cristal et l'ambre, (1939).;  Dès ce monde..., (1941).; Perruchot, Lazare (música). Les deux prières (chant et piano), (1926).;  Domina, (1933). «[Traduit 7]»;  Le Don redoutable, (1926).;  Le drame de Cantarane, (1938) [Consulta: 20 abril 2016]. «[Traduit 8]» Arxivat 2016-06-05 a Wayback Machine.;  L'effigie du denier, (1931).;  L'émailleur d'obélisques, (1932).;  Les filets d'or, (1945).;  La Font-cachée, 1937.;  Les fugitifs du Palatin, (1926). «[Traduit 9]»;  Le goût du poison, (1947).;  Guerre à toi-même, (1949).;  La Guerre du soleil, (1931).;  L'héritière des orangers, (1941).;  L'infante au singe, (1948).;  L'infranchissable cercle, (1934).;  Le jardin d'Omphale, (1942).;  La Kasba parmi les tentes. Croquis marocains, 1919. Prix Montyon[17] [Consulta: 20 abril 2016]. Arxivat 2016-06-05 a Wayback Machine.;  La koubba des sultanes, (1941).;  Lalla Aïcha, (1941).;  Les maîtres des arbres, (1939).;  Moi, reine, (1926).;  Mon voyage au bout du monde, (1945). «[Traduit 10]»; Mas (música). La Nonne au palais, poème mystique en trois actes (d'après un épisode historique à la cour de Venise, en 1608). Chant et piano, (1927).;  Le passant d'un soir, (1938).;  La petite Géranium, (1935). Comprèn Nouss-Ouldi: quinze jours de harem;  La plongée, (ca 1930).;  Quand Dieu nous mène, (1948).; Mas (música). Sans ailes, drame en 2 actes, en vers, (1922).;  Le passant d'un soir, (1938).;  Sous l'œil de Minerve, 1929.;  Terres farouches, (1933).;  La vestale, pièce en deux actes et en vers, (1925).[18];  Le wharf d'ébène, (1946).;  Zite et son amour, (1947).
- Amb el pseudònim Myriam Catalany:  Angélica, (1936).;  Anita "petite main", (1938).;  Après l'épouvante, (1922).;  L'aventure d'André Chérance, (1931).;  La belle aux cent palais, (1934).;  Cœur de chou, (1939).;  Haine de brahmane, (1932). «[Traduit 11]»;  L'héritage des Mirewell, (1934).;  L'héritière des Montalba, (1926).;  Ma roulotte sans but, (1930). (Reeditat a Tours: Mame, 1936);  Le maître de l'espace, (1928).;  Nidiké, (1936).;  On recherche une jeune fille, (1932).;  L'oiseau des îles, (1949).;  La reines des perles, (1937).;  Le sceau de César, (1930).;  Le secret de Pallahore, (1927). «[Traduit 12]»;  Le trésor de la Dévadassi, (1936).;  Une tête blonde, (1929).

### Editorial del Vieux Colombier
Vieux Colombier, de París, publicà a les col·leccions Libellule i Rose-Mousse, entre 1947 i 1949, diverses obres de Marie Barrère-Affre per a joves.
- Les détours du chemin, (1947).;  Fleur de poison, (1948).;  Idylle sous l'orage, (1949).;  Le lys et l'herbe folle, (1949). (L'Herbe folle  editada anteriorment per l'editorial belga J.Dupuis);  Le miroir de Guidette, (1948).;  Le passé sous les cendres, (1948).;  La sérénade à l'hirondelle, (1947). ( editada anteriorment per l'editorial belga J.Dupuis);  La volière et l'oiseau, (1948).

### Editorial Gautier Languereau
L'editorial parisenca Gautier Languereau publicà a les "Bibliothèque de Suzette" i "Bibliothèque de ma Fille" obres de Myriam Catalany que, majoritàriament, havien aparegut anteriorment a la revista infantil  La Semaine de Suzette. entre el 1912 (any de publicació de L'étoile de Mouvantes) i el 1925. L'any 1989 l'editorial va ser adquirida pel Grup Hachette.
- Les deux scarabées d'or, (1933).;  La douce conquête, (1931).;  Les filles de Barbe-Bleue; L'étoile de Mouvantes. En marge de Perrault, (1923). «[Traduit 13]»;  Le lys dans la nuit, (1936).;  Mademoiselle d'Autainville, (1928).;  P'tit oiseau, (1930). «[Traduit 14]»;  La petite Marquise de Karabat; La maison aveugle, (1927).;  Le Règne de Cendrillon, en marge de Perrault, (1924). «[Traduit 15]»;  Le voyage de Mimose, (1920). «[Traduit 16]»

### Poesia
- «Après l'Arène». A: Recueil de l'Académie des jeux floraux.  Toulouse: Imp. Douladoure-Privat, 1910, p. 53.
- Recueil de l'Académie des jeux floraux.  Toulouse: Imp. Douladoure-Privat, 1911. Inclou A la Vigne Catalane (p. 10-12) i Types Catalanes (p. 44-48)
- Recueil de l'Académie des jeux floraux.  Toulouse: Imp. Douladoure-Privat, 1912. Inclou La coiffe du pays (p. 24-28) i Derniers types catalans (p. 68-72)
- Recueil de l'Académie des jeux floraux.  Toulouse: Imp. Douladoure-Privat, 1913. Inclou La Madone (p. 15-18), La Sève (p. 49-52), Idylle catalane (p. 53-56), Le Pourron (p. 64-66)
- Recueil de l'Académie des jeux floraux.  Toulouse: Imp. Douladoure-Privat, 1914. Inclou Les routes (p. 3-6) i L'oublieuse (p. 26-29)
- Quignard (música), René; Affre, Marie «Berceuse catalane». La Bonne Chanson, nº 70, Août 1915.
- Noëll, Henry (editor). Le Roussillon et des poètes. Poèmes sur le Roussillon de Jean Amade, Henry Arrès, Marie Barrère Affre, Albert Bausil.... 2e. éd..  París: Librairie de France, 1923.
- Deux rives au soleil.  París: Revue des poètes, 1932. Prix des Amis de la Revue des Poètes
- Les chemins de l'automne.  París: Revue des poètes, 1935.[23]

### Obres no localitzades
- Algunes traduccions a altres idiomes no s'han pogut fer correspondre amb les obres originals:
- O Casamento Impossivel [Traduit 17]
- Izgubljeni u oluji [Traduit 18]
- Za pobjedom[Traduit 19]
- El vencido[Traduit 20]
- A vida em flor [Traduit 21]

### Traduccions
1. ↑  La fille du Pharisien
(castellà) La hija del fariseo Bilbao: Paulinas, 1964. 4a ed.
2. ↑  L'heure de grâce
(italià) L'ora di grazia Roma: Edizioni Paoline, 1950
(croat)  Najsilnija ljubav.  Sarajevo: Kaptol vrhbosanski, 1923.
3. ↑  La révolte du Bronze
(castellà) La revolución de los hombres de bronce Barcelona: Tip. Casals, s.a.
4. ↑  Sous les palmes de Bénarès
(castellà) Bajo las palmeras de Benares Zalla: Eds. Paulinas, 1960
5. ↑  Béryllathis
(castellà) Beryllathis, Madrid: Escelicer, 1955
6. ↑  Clari
(esperanto) Klari Paris: Espero katolika, 1926
7. ↑  Domina
(portuguès) Domina São Paulo: Companhia Editora Nacional, 1940
8. ↑  Le drame de Cantarane
(castellà) El drama de Cantarane Zalla: Paulinas, 1956
9. ↑  Les fugitifs du Palatin
(castellà) A orillas del Tíber Santiago de Chile: Paulinas, 1964
10. ↑  Mon voyage au bout du monde
(castellà) Mi viaje al fin del mundo Bilbao: Paulinas, 1960 3a ed.
11. ↑  Haine de brahmane
(turc) Brahman'in Gözü Instanbul: Doğan Kardeş, 1954
12. ↑  Le secret de Pallahore
(castellà) El secreto de Palahore, que es publicà a la Revista Calasancia de Saragossa, i posteriorment com a llibre independent
13. ↑  Les filles de Barbe-Bleue
(portuguès) O torredo Secreto
L'étoile de Mouvantes
(portuguès) A Prisioneira do Subterraneo Misterioso
Rio de Janeiro: Livraria Jose Olympio Editora, 1951 (2 obres en un volum)[22]
(portuguès) A estrela de Mouvantes. As filhas do Barba-Azul Rio de Janeiro: Jose Olympio, 1944 (2 obres en un volum)
14. ↑  P'tit oiseau
(castellà) Colibrí Madrid: Escelicer, 1947
(italià) Il circo Barletta Firenze: Salani, 1938
15. ↑  Le Règne de Cendrillon
(italià) Il regno de Cenenterola Firenze: Salani, 1936
16. ↑  Le voyage de Mimose
(castellà) A orillas del Ganges, Buenos Aires: Ed. Camino, 1942 
(castellà) El viaje de Mimosa Madrid: Escelicer, 1948
(portuguès) A viagem de Mimosa Porto: A. Figuerinhas, 1927
(italià) Il viaggio di Mimosa Firenze: Salani, 1936
17. ↑  El matrimoni impossible (títol aproximat)
(portuguès) Myriam Catalany. O Casamento Impossivel.  Rio de Janiero: Editora Guanabara, 1934.[24]
18. ↑  Perdut en la tempesta (títol aproximat)
(croat)  Izgubljeni u oluji.  Zagreb: Knjižara Kratina, 1942.[6]
19. ↑  Per la victòria (títol aproximat) -Novel·la de l'època dels primers cristians-
(croat)  Za pobjedom, 1922.
20. ↑  El vençut (títol aproximat) -Novel·la de l'època dels primers cristians-
(castellà)  El vencido.  Bilbao: Ediciones Paulinas, 1963.
21. ↑  La vida en flor (títol aproximat)
(portuguès) Myriam Catalany. A vida em flor.  Rio: Guanabara, s.a.[25]